# Championnat du Kenya de football 2018-2019
Navigation
Saison précédente Saison suivante
La saison 2018-2019 du Championnat du Kenya de football est la cinquante-cinquième édition de la première division au Kenya, organisée sous forme de poule unique, la Premier League, où toutes les équipes se rencontrent deux fois au cours de la saison. En fin de saison, les deux derniers du classement sont relégués et remplacés par les deux meilleurs clubs de National Super League, la deuxième division kényane.
Le club de Gor Mahia, tenant du titre, remporte le championnat pour la troisième fois consécutivement, et est avec 18 titres le club le plus titré du Kenya.

## Qualifications continentales
Deux places en compétitions continentales sont réservées aux clubs kényans : le champion se qualifie pour la Ligue des champions de la CAF 2019-2020 tandis que le vainqueur de la Coupe du Kenya obtient son billet pour la Coupe de la confédération 2019-2020.

## Les clubs participants
- AFC Leopards
- Sofapaka FC
- Ulinzi Stars FC
- Tusker FC
- Nzoia United FC
- Gor Mahia
- Sony Sugar
- Kakamega Homeboyz
- Mathare United
- Bandari FC
- Posta Rangers FC
- Western Stima  - Promu de D2
- Vihiga United
- Chemelil Sugar FC
- Kenya Commercial Bank - Promu de D2
- Kariobangi Sharks
- Nakumatt Nairobi est renommé Mount Kenya United
- Zoo Kericho FC

## Compétition
Le barème de points servant à établir le classement se décompose ainsi :
- Victoire : 3 points
- Match nul : 1 point
- Défaite : 0 point

### Classement
| Rang | Équipe                  | Pts | J  | G  | N  | P  | Bp | Bc | Diff |
| ---- | ----------------------- | --- | -- | -- | -- | -- | -- | -- | ---- |
| 1    | Gor MahiaT              | 72  | 34 | 21 | 9  | 4  | 58 | 25 | +33  |
| 2    | Bandari FC C            | 64  | 34 | 18 | 10 | 6  | 45 | 29 | +16  |
| 3    | Sofapaka FC             | 62  | 34 | 16 | 14 | 4  | 50 | 30 | +20  |
| 4    | Tusker FC               | 56  | 34 | 15 | 11 | 8  | 49 | 33 | +16  |
| 5    | Sony Sugar              | 56  | 34 | 16 | 8  | 10 | 41 | 28 | +13  |
| 6    | Mathare United          | 55  | 34 | 14 | 13 | 7  | 48 | 35 | +13  |
| 7    | Kakamega Homeboyz       | 52  | 34 | 14 | 10 | 10 | 48 | 31 | +17  |
| 8    | Ulinzi Stars            | 45  | 34 | 10 | 15 | 9  | 36 | 32 | +4   |
| 9    | Kariobangi Sharks       | 45  | 34 | 10 | 15 | 9  | 40 | 37 | +3   |
| 10   | Kenya Commercial Bank P | 45  | 34 | 11 | 12 | 11 | 38 | 36 | +2   |
| 11   | AFC Leopards            | 43  | 34 | 11 | 10 | 13 | 33 | 39 | -6   |
| 12   | Nzoia United FC         | 39  | 34 | 9  | 12 | 13 | 31 | 36 | -5   |
| 13   | Western Stima P         | 39  | 34 | 8  | 15 | 11 | 27 | 37 | -10  |
| 14   | Chemelil Sugar          | 34  | 34 | 8  | 10 | 16 | 27 | 41 | -14  |
| 15   | Zoo Kericho FC          | 33  | 34 | 7  | 12 | 15 | 30 | 49 | -19  |
| 16   | Posta Rangers FC        | 26  | 34 | 7  | 11 | 16 | 28 | 36 | -8   |
| 17   | Vihiga United           | 26  | 34 | 4  | 14 | 16 | 27 | 48 | -21  |
| 18   | Mount Kenya United      | 18  | 34 | 5  | 3  | 26 | 31 | 85 | -54  |

|  | Qualification pour la Ligue des champions de la CAF 2019-2020                             |
|  | Qualification pour la Coupe de la confédération 2019-2020                                 |
|  | Relégation en National Super League                                                       |
|  | Qualifié pour les barrages de relégation                                                  |
|  | T : Tenant du titre C : Vainqueur de la Coupe du Kenya P : Promu de National Super League |

- (en) source sur site officiel kenyanpremierleague.com
- Bandari FC qualifié pour la Coupe de la confédération en tant que vainqueur de la Coupe du Kenya[1].
- Posta Rangers FC remporte le match de barrage aller 2-1 contre Nairobi Stima et fait match nul 1-1 lors du match retour, le club se maintient en Kenya Premier League[2].

## Bilan de la saison
| Championnat du Kenya de football 2018-2019 |                       |
| Champion                                   | Gor Mahia (18e titre) |
| Coupes et trophées                         |                       |
| Vainqueur de la Coupe du Kenya 2018-2019   | Bandari FC            |
| Qualifications continentales               |                       |
| Ligue des champions de la CAF 2019-2020    | Gor Mahia             |
| Coupe de la confédération 2019-2020        | Bandari FC            |
| Promotions et relégations                  |                       |
| Promus en Premier League                   | Wazito FC             |
| Promus en Premier League                   | Kisumu All Stars      |
| Relégués en National Super League          | Vihiga United         |
| Relégués en National Super League          | Mount Kenya United    |